# Faringdon Railway
Die Faringdon Railway war eine britische Eisenbahngesellschaft in Oxfordshire in England.
Die Gesellschaft erhielt am 13. August 1860 die Konzession zum Bau einer 5,6 Kilometer langen 2140 mm-Breitspur-Bahnstrecke von Faringdon nach Uffington Road an der Bahnstrecke der Great Western Railway zwischen London und Bristol. Die Finanzierung erfolgte durch örtliche Unternehmer. Die Strecke wurde am 1. Juni 1864 eröffnet. Der Betrieb erfolgt seit Beginn durch die GWR. Am 10. August 1878 erfolgte die Umspurung auf Normalspur. Die Great Western Railway übernahm die Faringdon Railway schließlich am 25. Juni 1886.
Der Personenverkehr auf der Strecke wurde 1951 und der Güterverkehr 1964 eingestellt.